# 嵌入式晶圆级球栅阵列
嵌入式晶圆级球栅阵列（Embedded wafer level ball grid array，eWLB）是一種積體電路（IC）封裝技術。封裝互連應用於由矽晶片和鑄造化合物製成的人造晶圓。

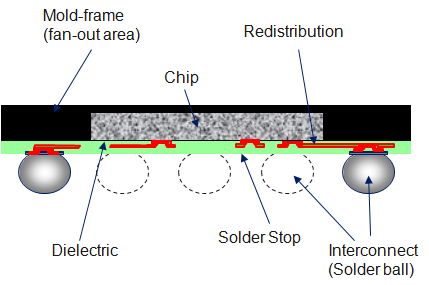
eWLB原理图

eWLB 是经典晶圆级球栅阵列技术（WLB 或 WLP：晶圆级封装）的進一步發展，其技術背後的主要驅動力是為互連佈線提供扇出，以及更多空間。
eWLB所有製程步驟均在晶圓上執行，與傳統封裝技術（例如球栅阵列）相比，可以以最低的成本制造具有優異電氣和熱性能的小且扁平的封裝。對於所有建造在矽晶圓上的WLB技術來說，互連（通常是焊球）安裝在晶片上（所謂的扇入設計）很常見，只能封裝有限數量互連的晶片。

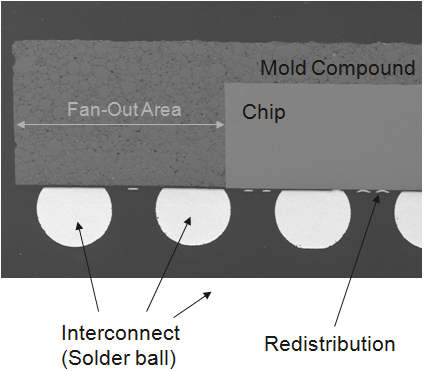
eWLB横截面

eWLB技術可以實現具有大量互連的晶片，不像傳統的晶圓級封裝那樣在矽晶圓上創建，而是在人造晶圓上創建。因此，對前端處理的晶圓進行切割，並將分割後的晶片放置在載體上。晶片之間的距離可以自由選擇，但通常大於矽晶圓上的距離。晶片周圍的間隙和邊緣現在用鑄造化合物填充以形成晶片。固化後，創建了人造晶圓，該人造晶圓包含圍繞晶片的模具框架，用於承載額外的互連元件。與任何其他經典晶圓級封裝一樣，在人造晶圓重構之後，從晶片焊盤到互連的電連接採用薄膜技術進行。
利用這項技術，可以在封裝上以任意距離實現任意數量的附加互連（扇出設計）。因此，這種晶圓級封裝技術也可用於空間敏感的應用，這些應用中晶片面積不足以將所需數量的互連放置在適當的距離。 eWLB技术由英飞凌、意法半导体和星科金朋有限公司开发。第一批组件于2009年中期投入市场（手机）。

## 流程
1. 将箔片层压到载体上（层压工具）
2. 将芯片放置到晶圆上（拾放工具）
3. 成型（模压）
4. 载体脱键合（脱键合工具）
5. 翻转重构晶圆
6. 落球回流焊和晶圆测试

## 优点
- 成本低（封装和测试）
- 最小横向封装尺寸和高度
- 优异的电性能和热性能
- 封装上可实现的互连数量不受限制
- 多芯片和堆叠封装的高集成潜力
- 即将推出的封装标准

## 缺点
- 由于目视检查受限，检查和维修困难
- 封装和电路板之间的机械应力传递强于其他封装技术

## 相关
- 芯片级封装
- 球栅阵列